# Sporthalle Rauschwalde
Die Sporthalle Rauschwalde ist eine Mehrzwecksporthalle in Görlitz, die vorrangig für den Handballsport ausgelegt ist.

## Lage
Die Sporthalle liegt im Stadtteil Rauschwalde in direkter Nachbarschaft der Oberschule Rauschwalde am Diesterwegplatz. Hier befindet sich auch eine Busendhaltestelle der Stadtbuslinien B und N. Südlich der Halle schließt sich eine kleine Grünanlage mit Teich sowie die Landskronsiedlung an.

## Geschichte
Am jetzigen Standort der Sporthalle befand sich zuvor die Ulberhalle. Die Halle wurde zu DDR-Zeiten gebaut und war nach dem Antifaschisten Erhard Ulber benannt. Sie musste jedoch 2002 aus Sicherheitsgründen gesperrt werden. Einige Jahre wurde sie durch den Betreiber Eisdom Freizeitanlagen Betriebsgesellschaft mbH Leipzig in den Herbst- und Wintermonaten noch als Eislaufhalle genutzt. Im Mai 2006 wurde sie schließlich abgerissen.
Am 1. März 2007 fand der erste Spatenstich für den Hallenneubau statt. Am 17. April folgte die Grundsteinlegung und am 14. Juni des gleichen Jahres das Richtfest. Die neue Halle wurde schließlich nach 10 Monaten Bauzeit am 30. Dezember 2007 eröffnet. Gast bei der Eröffnung war der gebürtige Görlitzer Handballnationalspieler Lars Kaufmann, der bereits in der Ulberhalle trainierte. Planender und bauüberwachender Architekt des Hallenneubaus war Michael Noack.
Der Neubau kostete insgesamt ca. 3,3 Millionen Euro. Der Freistaat Sachsen übernahm mit einem Zuschuss rund 1,3 Millionen Euro. Allein der an der Westseite angebaute Vereinsteil kostete 379.000 Euro. Der SV Koweg Görlitz übernahm davon 23.000 Euro und erbrachte Eigenleistungen im Umfang von 31.000 Euro.

## Ausstattung
Die Sporthalle bietet 199 Zuschauern Platz. Es gibt 118 Sitz- und 81 Stehplätze. Das Spielfeld ist gemäß dem Reglement der Internationalen Handballföderation (IHF) ausgelegt. Die nutzbare Sportfläche beträgt 968 Quadratmeter. Der gesamte Bau mit Umkleide-, Sanitär- und Nebenräumen hat eine Grundfläche von 22 mal 44 Metern.

## Nutzung
Etwa 650 Rauschwalder Grund-, Mittel- und Förderschüler nutzen den Hallenneubau für den Sportunterricht. Die Oberschule befindet sich in unmittelbarer Nachbarschaft zur Halle. Die Grund- und die Sprachheilschule befinden sich in dem Schulgebäude Paul-Taubadel-Straße 3.
Die Schüler nutzten zuvor das Sportzentrum Hagenwerder, zu dem ein Schülerpendelverkehr eingerichtet wurde. Weiterhin nutzt der SV Koweg Görlitz die Halle für den Trainings- und Wettkampfbetrieb im Handball, Volleyball, Fußball und Hallenhockey.